# Lijst van voetbalinterlands Estland - Litouwen
Deze lijst van voetbalinterlands is een overzicht van alle officiële voetbalwedstrijden tussen de nationale teams van Estland en Litouwen. De Baltische landen speelden tot op heden 52 keer tegen elkaar, te beginnen met een vriendschappelijke wedstrijd op 24 juni 1923 in Kaunas. Het laatste duel, eveneens een vriendschappelijke wedstrijd, werd gespeeld in Kaunas op 11 juni 2024.

## Wedstrijden
| №  | Plaats     | Datum             | Competitie           | Wedstrijd          | Uitslag |
| -- | ---------- | ----------------- | -------------------- | ------------------ | ------- |
| 1  | Kaunas     | 24 juni 1923      | Vriendschappelijk    | Litouwen – Estland | 0 – 5   |
| 2  | Tallinn    | 24 augustus 1924  | Vriendschappelijk    | Estland – Litouwen | 1 – 2   |
| 3  | Kaunas     | 28 juni 1925      | Vriendschappelijk    | Litouwen – Estland | 0 – 1   |
| 4  | Tallinn    | 13 juni 1926      | Vriendschappelijk    | Estland – Litouwen | 3 – 1   |
| 5  | Kaunas     | 13 augustus 1927  | Vriendschappelijk    | Litouwen – Estland | 0 – 5   |
| 6  | Tallinn    | 26 juli 1928      | Vriendschappelijk    | Estland – Litouwen | 6 – 0   |
| 7  | Riga       | 16 augustus 1929  | Vriendschappelijk    | Estland – Litouwen | 5 – 2   |
| 8  | Kaunas     | 15 augustus 1930  | Vriendschappelijk    | Litouwen – Estland | 2 – 1   |
| 9  | Klaipėda   | 13 september 1930 | Vriendschappelijk    | Litouwen – Estland | 4 – 0   |
| 10 | Tallinn    | 9 juni 1931       | Vriendschappelijk    | Estland – Litouwen | 4 – 1   |
| 11 | Tallinn    | 30 augustus 1931  | Vriendschappelijk    | Estland – Litouwen | 2 – 0   |
| 12 | Kaunas     | 6 augustus 1932   | Vriendschappelijk    | Litouwen – Estland | 1 – 0   |
| 13 | Riga       | 29 augustus 1932  | Vriendschappelijk    | Estland – Litouwen | 1 – 2   |
| 14 | Tallinn    | 20 juli 1933      | Vriendschappelijk    | Estland – Litouwen | 2 – 1   |
| 15 | Kaunas     | 2 september 1933  | Vriendschappelijk    | Litouwen – Estland | 1 – 1   |
| 16 | Kaunas     | 5 september 1933  | Vriendschappelijk    | Litouwen – Estland | 0 – 5   |
| 17 | Kaunas     | 29 juni 1934      | Vriendschappelijk    | Litouwen – Estland | 1 – 1   |
| 18 | Tallinn    | 19 juni 1935      | Vriendschappelijk    | Estland – Litouwen | 2 – 2   |
| 19 | Tallinn    | 20 augustus 1935  | Vriendschappelijk    | Estland – Litouwen | 1 – 2   |
| 20 | Kaunas     | 18 september 1935 | Vriendschappelijk    | Litouwen – Estland | 2 – 2   |
| 21 | Kaunas     | 30 juni 1936      | Vriendschappelijk    | Litouwen – Estland | 2 – 0   |
| 22 | Riga       | 30 augustus 1936  | Vriendschappelijk    | Estland – Litouwen | 2 – 1   |
| 23 | Kaunas     | 3 juni 1937       | Vriendschappelijk    | Litouwen – Estland | 1 – 2   |
| 24 | Kaunas     | 5 september 1937  | Vriendschappelijk    | Litouwen – Estland | 0 – 4   |
| 25 | Kaunas     | 11 juni 1938      | Vriendschappelijk    | Litouwen – Estland | 0 – 2   |
| 26 | Tallinn    | 3 september 1938  | Vriendschappelijk    | Estland – Litouwen | 3 – 1   |
| 27 | Tallinn    | 27 augustus 1939  | Vriendschappelijk    | Estland – Litouwen | 0 – 1   |
| 28 | Liepāja    | 11 juli 1992      | Vriendschappelijk    | Estland – Litouwen | 1 – 1   |
| 29 | Pärnu      | 4 juli 1993       | Vriendschappelijk    | Estland – Litouwen | 2 – 1   |
| 30 | Vilnius    | 29 juli 1994      | Vriendschappelijk    | Litouwen – Estland | 3 – 0   |
| 31 | Riga       | 20 mei 1995       | Vriendschappelijk    | Estland – Litouwen | 0 – 7   |
| 32 | Tallinn    | 16 augustus 1995  | EK 1996 kwalificatie | Estland – Litouwen | 0 – 1   |
| 33 | Vilnius    | 11 oktober 1995   | EK 1996 kwalificatie | Litouwen – Estland | 5 – 0   |
| 34 | Narva      | 9 juli 1996       | Vriendschappelijk    | Estland – Litouwen | 1 – 1   |
| 35 | Vilnius    | 9 juli 1997       | Vriendschappelijk    | Litouwen – Estland | 2 – 1   |
| 36 | Viljandi   | 28 juni 1998      | Vriendschappelijk    | Estland – Litouwen | 0 – 0   |
| 37 | Vilnius    | 31 maart 1999     | EK 2000 kwalificatie | Litouwen – Estland | 1 – 2   |
| 38 | Tallinn    | 9 juni 1999       | EK 2000 kwalificatie | Estland – Litouwen | 1 – 2   |
| 39 | Riga       | 4 juli 2001       | Vriendschappelijk    | Estland – Litouwen | 2 – 5   |
| 40 | Valga      | 3 juli 2003       | Vriendschappelijk    | Estland – Litouwen | 1 – 5   |
| 41 | Jūrmala    | 31 mei 2008       | Vriendschappelijk    | Litouwen – Estland | 1 – 0   |
| 42 | Kuressaare | 22 november 2008  | Vriendschappelijk    | Estland – Litouwen | 1 – 1   |
| 43 | Kaunas     | 20 juni 2010      | Vriendschappelijk    | Estland – Litouwen | 0 – 2   |
| 44 | Tartu      | 3 juni 2012       | Vriendschappelijk    | Estland – Litouwen | 1 – 0   |
| 45 | Vilnius    | 9 oktober 2014    | EK 2016 kwalificatie | Litouwen – Estland | 1 – 0   |
| 46 | Tallinn    | 5 september 2015  | EK 2016 kwalificatie | Estland – Litouwen | 1 – 0   |
| 47 | Klaipėda   | 29 mei 2016       | Vriendschappelijk    | Litouwen – Estland | 2 – 0   |
| 48 | Rakvere    | 30 mei 2018       | Vriendschappelijk    | Estland − Litouwen | 2 − 0   |
| 49 | Tallinn    | 7 oktober 2020    | Vriendschappelijk    | Estland − Litouwen | 1 − 3   |
| 50 | Vilnius    | 1 juni 2021       | Vriendschappelijk    | Litouwen − Estland | 0 − 1   |
| 51 | Tallinn    | 19 november 2022  | Vriendschappelijk    | Estland − Litouwen | 2 − 0   |
| 52 | Kaunas     | 11 juni 2024      | Vriendschappelijk    | Litouwen − Estland | 1 − 1   |

## Samenvatting
| Competitie        | Totaal gespeeld | Winst Estland | Gelijk | Winst Litouwen | Doelsaldo Estland – Litouwen |
| ----------------- | --------------- | ------------- | ------ | -------------- | ---------------------------- |
| EK-kwalificatie   | 6               | 2             | 0      | 4              | 4 − 10                       |
| Vriendschappelijk | 46              | 20            | 9      | 17             | 77 − 64                      |
| Totaal            | 52              | 22            | 9      | 21             | 82 − 75                      |

Wedstrijden bepaald door strafschoppen worden, in lijn met de FIFA, als een gelijkspel gerekend.

## Details

### Eerste ontmoeting
| Vriendschappelijk (Kaunas, Litouwen, 24 juni 1923): |       |                                                                                                |
| Litouwen                                            | 0 – 5 | Estland                                                                                        |
|                                                     | goals | 1' Vladimir Tell 40' Eduard Ellman-Eelma 62' Vladimir Tell 64' Heinrich Paal 79' Vladimir Tell |

### Tweede ontmoeting
| Vriendschappelijk (Tallinn, Estland, 24 augustus 1924): |       |                                            |
| Estland                                                 | 1 – 2 | Litouwen                                   |
| Oskar Üpraus 58'                                        | goals | 34' Valteris Krigas 71' Viljamas Seidleris |

### Derde ontmoeting
| Vriendschappelijk (Kaunas, Litouwen, 28 juni 1925): |       |                 |
| Litouwen                                            | 0 – 1 | Estland         |
|                                                     | goals | 9' Oskar Üpraus |

### Vierde ontmoeting
| Vriendschappelijk (Tallinn, Estland, 13 juni 1926):        |       |                         |
| Estland                                                    | 3 – 1 | Litouwen                |
| Eduard Ellman-Eelma 48' Oskar Üpraus 74' Arnold Pihlak 79' | goals | 82' Stasys Sabaliauskas |

### Vijfde ontmoeting
| Vriendschappelijk (Kaunas, Litouwen, 13 augustus 1927): |       |                                                                                         |
| Litouwen                                                | 0 – 5 | Estland                                                                                 |
|                                                         | goals | 11' Herbert Kipp 54' Felix Kull 60' Eduard Ellman-Eelma 62' Elmar Kaljot 73' Felix Kull |

### Zesde ontmoeting
| Vriendschappelijk (Tallinn, Estland, 26 juli 1928):                                                               |       |          |
| Estland | 6 – 0 | Litouwen |
| Arnold Pihlak 1' (pen.) Helmuth Räästas 14' Arnold Pihlak 21' Arnold Pihlak 57' Artur Maurer 74' Artur Maurer 78' | goals |          |

### Zevende ontmoeting
| Vriendschappelijk (Riga, Letland, 16 augustus 1929):                                                |       |                                                |
| Estland                                                                                             | 5 – 2 | Litouwen                                       |
| Eugen Einman 16' Arnold Pihlak 32' Eugen Einman 59' Eduard Ellman-Eelma 75' Eduard Ellman-Eelma 85' | goals | 26' Stepas Chmelevskis 35' Ricardas Rutkauskas |

### 27ste ontmoeting
| Vriendschappelijk (Tallinn, Estland, 27 augustus 1939): |       |                        |
| Estland                                                 | 0 – 1 | Litouwen               |
|                                                         | goals | 60' Vladas Adomavičius |

### 40ste ontmoeting
| Baltische Beker (Valga, Estland, 3 juli 2003): |       | |
| Estland                                        | 1 – 5 | Litouwen |
| Jaanus Sirel 57'                               | goals | 39' Igoris Morinas 45' Deividas Česnauskis 72' Andrius Velička 84' Marius Bezykornovas 90' Edgaras Česnauskis |

### 41ste ontmoeting
| Baltische Beker (Jūrmala, Letland, 31 mei 2008): |       |                           |
| Estland | 0 – 1 | Litouwen                  |
| | goals | 89' Valerijus Mižigurskis |
| - Debuut van Igor Morozov (FC Levadia Tallinn) voor Estland. - Debuut van Alfredas Skroblas (FK Ekranas), Algis Jankauskas (FK Vėtra), Darvydas Šernas (FK Vėtra) en Valerijus Mižigurskis (FK Vindava) voor Litouwen. |       |                           |

### 43ste ontmoeting
| Vriendschappelijk (Kaunas, Litouwen, 20 juni 2010):        |       |                                                     |
| Estland                                                    | 0 – 2 | Litouwen                                            |
|                                                            | goals | 31' (pen.) Mantas Savėnas 90+2' Artūras Rimkevičius |
| - Debuut van Andrius Arlauskas (FK Ekranas) voor Litouwen. |       |                                                     |

### 44ste ontmoeting
| Vriendschappelijk (Tartu, Estland, 3 juni 2012): |              |                          |
| Estland                                          | 1 – 0        | Litouwen                 |
| Vladimir Voskoboinikov 18'                       | goals        |                          |
|                                                  | rode kaarten | 53', 82' Tadas Kijanskas |

### 45ste ontmoeting
| EK 2016 kwalificatie (scheidsrechter Carlos Clos, Vilnius, 9 oktober 2014): |              | |
| Litouwen | 1 – 0        | Estland |
| Saulius Mikoliūnas 71' | goals        | |
| Igoris Pankratjevas | bondscoach   | Magnus Pehrsson |
| Giedrius Arlauskis Georgas Freidgeimas Egidijus Vaitkūnas Tadas Kijanskas Vytautas Andriuškevičius Mindaugus Panka Mindaugas Kalonas 63' Gediminas Vičius Arvydas Novikovas Deivydas Matulevičius 90' Fiodor Černych | opstellingen | Sergei Pareiko Ragnar Klavan Enar Jääger Alo Bärengrub Ken Kallaste Karol Mets 76' Joel Lindpere 80' Martin Vunk Ilja Antonov Henri Anier 64' Sergei Zenjov |
| Saulius Mikoliūnas 63' Ričardas Beniušis 90' | wissels      | 64' Henrik Ojamaa 76' Konstantin Vassiljev 80' Ats Purje |
| Vytautas Andriuškevičius 61' Egidijus Vaitkūnas 87' | gele kaarten | 33' Sergei Zenjov |
| | rode kaarten | 64', 86' Ken Kallaste |

### 46ste ontmoeting
| EK 2016 kwalificatie (scheidsrechter Oliver Drachta, Tallinn, 5 september 2015):                                                                                         |              | |
| Estland | 1 – 0        | Litouwen |
| Konstantin Vassiljev 71' | goals        | |
| Magnus Pehrsson | bondscoach   | Igoris Pankratjevas |
| Mihkel Aksalu Ragnar Klavan Enar Jääger Taijo Teniste Karol Mets Artur Pikk Joel Lindpere 67' Aleksandr Dmitrijev Ats Purje 86' Konstantin Vassiljev 90+3' Sergei Zenjov | opstellingen | Giedrius Arlauskis Marius Žaliūkas Linas Klimavičius Egidijus Vaitkūnas 79' Deividas Česnauskis 58' Mindaugas Panka Artūras Žulpa Arvydas Novikovas Vykintas Slivka 63' Deivydas Matulevičius Fiodor Černych |
| Ken Kallaste 67' Sander Puri 86' Siim Luts 90+3' | wissels      | 63' Lukas Spalvis 78' Deimantas Petravičius 79' Georgas Freidgeimas |
| Ats Purje 79' Aleksandr Dmitrijev 87' | gele kaarten | 30' Deivydas Matulevičius 65' Marius Žaliūkas 69' Deividas Česnauskis |

### 47ste ontmoeting
| Baltische beker (scheidsrechter Aleksandrs Anufrijevs, Klaipėda, 29 mei 2016): |              | |
| Litouwen | 2 – 0        | Estland |
| Nerijus Valskis 30' Fiodor Černych 45' | goals        | |
| Edgaras Jankauskas | bondscoach   | Magnus Pehrsson |
| Emilijus Zubas Edvinas Girdvainis Vaidas Slavickas 74' Arūnas Klimavičius Nerijus Valskis 74' Arvydas Novikovas Deividas Česnauskis 74' Mantas Kuklys Lukas Spalvis 83' Fiodor Černych 53' Dovydas Norvilas 83'       | opstellingen | Marko Meerits 80' Markus Jürgenson 67' Joonas Tamm Ragnar Klavan 87' Artur Pikk Nikita Baranov 43' Aleksandr Dmitrijev 67' Pavel Marin Ken Kallaste Ilja Antonov 80' Rauno Sappinen |
| Vykintas Slivka 53' Egidijus Vaitkūnas 74' Vytautas Lukša 74' Rolandas Baravykas 74' Donatas Kazlauskas 83' Simonas Paulius 83'                                                                                       | wissels      | 43' Andre Frolov 67' Henri Anier 67' Maksim Gussev 80' Frank Liivak 87' Dmitri Kruglov                                                                                              |
| Dovydas Norvilas 81' | gele kaarten | 14' Ken Kallaste |
| - Debuut van Dovydas Norvilas (FK Atlantas) en Simonas Paulius (FK Ventspils) voor Litouwen. - Debuut van Pavel Marin (FC Levadia) voor Estland. - Honderdste interland van Dmitri Kruglov (FC Infonet) voor Estland. |              | |

EJL · A-internationals · Bondscoaches · Statistieken · Estisch vrouwenelftal · Olympisch elftal · Estland U21 · Estland U20 · Estland U19 · Estland U18 · Estland U17 · Estland U16
1920 – 1929 ·
1930 – 1939 ·
1940 – 1949 ·
1950 – 1990 · 
1990 – 1999 ·
2000 – 2009 ·
2010 – 2019 ·
2020 − 2029
OS 1924
1920 ·
1921 ·
1922 ·
1923 ·
1924 ·
1925 ·
1926 ·
1927 ·
1928 ·
1929 · 
1930 · 
1931 · 
1932 · 
1933 · 
1934 · 
1935 · 
1936 · 
1937 · 
1938 · 
1939 · 
1940 · 
1941 · 
1942 · 
1943 · 1944 · 
1945 · 
1946 · 
1947 · 
1948 · 
1949 · 
1950 – 1990 · 
1991 · 
1992 · 
1993 · 
1994 · 
1995 · 
1996 · 
1997 · 
1998 · 
1999 · 
2000 · 
2001 · 
2002 · 
2003 · 
2004 · 
2005 · 
2006 · 
2007 · 
2008 · 
2009 · 
2010 · 
2011 · 
2012 · 
2013 · 
2014 · 
2015 · 
2016 ·
2017 ·
2018 ·
2019 ·
2020
Albanië ·
Andorra ·
Angola ·
Antigua en Barbuda ·
Argentinië ·
Armenië ·
Azerbeidzjan ·
België ·
Bosnië-Herzegovina ·
Brazilië ·
Bulgarije ·
Canada ·
Chili ·
China ·
Cyprus ·
Denemarken ·
Duitsland ·
Ecuador ·
Egypte ·
El Salvador ·
Engeland ·
Equatoriaal-Guinea ·
Faeröer ·
Fiji ·
Filipijnen ·
Finland ·
Frankrijk ·
Georgië · 
Gibraltar ·
Griekenland ·
Hongarije ·
Hongkong ·
Ierland ·
IJsland ·
Indonesië ·
Irak ·
Israël ·
Italië ·
Jordanië ·
Kazachstan ·
Kirgizië ·
Kroatië ·
Letland ·
Libanon ·
Liechtenstein ·
Litouwen ·
Luxemburg ·
Malta ·
Marokko ·
Mexico ·
Moldavië ·
Montenegro ·
Nederland ·
Nieuw-Caledonië ·
Nieuw-Zeeland ·
Noord-Ierland ·
Noord-Macedonië ·
Noorwegen ·
Oekraïne ·
Oezbekistan ·
Oman ·
Oostenrijk ·
Polen ·
Portugal ·
Qatar ·
Roemenië ·
Rusland ·
Saint Kitts en Nevis ·
San Marino ·
Saoedi-Arabië ·
Schotland ·
Servië ·
Slovenië ·
Slowakije · 
Spanje ·
Tadzjikistan ·
Thailand ·
Trinidad en Tobago ·
Tsjechië ·
Turkije ·
Turkmenistan ·
Uruguay ·
Vanuatu ·
Venezuela ·
Verenigde Arabische Emiraten ·
Verenigde Staten ·
Vietnam ·
Wales ·
Wit-Rusland ·
Zweden ·
Zwitserland
LFF · A-internationals · Bondscoaches · Statistieken · Litouws vrouwenelftal · Olympisch elftal · Litouwen U21 · Litouwen U20 · Litouwen U19 · Litouwen U18 · Litouwen U17 · Litouwen U16
1923 – 1929 ·
1930 – 1939 ·
1940 – 1949 ·
1950 – 1989 · 
1990 – 1999 ·
2000 – 2009 ·
2010 – 2019 ·
2020 − 2029
1923 · 
1924 · 
1925 · 
1926 · 
1927 · 
1928 · 
1929 · 
1930 · 
1931 · 
1932 · 
1933 · 
1934 · 
1935 · 
1936 · 
1937 · 
1938 · 
1939 · 
1940 · 
1941–1944 · 
1945 · 
1946 · 
1947 · 
1948 · 
1949 · 
1950–1955 · 
1956 · 
1957–1978 · 
1979 · 
1980–1989 · 
1990 · 
1991 · 
1992 · 
1993 · 
1994 · 
1995 · 
1996 · 
1997 · 
1998 · 
1999 · 
2000 · 
2001 · 
2002 · 
2003 · 
2004 · 
2005 · 
2006 · 
2007 · 
2008 · 
2009 · 
2010 · 
2011 · 
2012 · 
2013 · 
2014 · 
2015 · 
2016 · 
2017 ·
2018 ·
2019 ·
2020 ·
2021
Albanië ·
Andorra ·
Argentinië ·
Armenië ·
Azerbeidzjan ·
België ·
Bosnië en Herzegovina ·
Brazilië ·
Bulgarije ·
Chili ·
Cyprus ·
Denemarken ·
Duitsland ·
Egypte ·
Engeland ·
Estland ·
Faeröer ·
Finland ·
Frankrijk ·
Georgië ·
Gibraltar ·
Griekenland ·
Hongarije ·
Ierland ·
IJsland ·
Indonesië ·
Iran ·
Israël ·
Italië ·
Joegoslavië ·
Jordanië ·
Kazachstan ·
Koeweit ·
Kosovo ·
Kroatië ·
Letland ·
Liechtenstein ·
Luxemburg ·
Mali ·
Malta ·
Moldavië ·
Montenegro ·
Nieuw-Zeeland ·
Noord-Ierland ·
Noord-Macedonië ·
Noorwegen ·
Oekraïne ·
Oostenrijk ·
Polen ·
Portugal ·
Roemenië ·
Rusland ·
San Marino ·
Saoedi-Arabië ·
Schotland ·
Servië ·
Servië en Montenegro ·
Slovenië ·
Slowakije ·
Spanje ·
Tsjechië ·
Turkije ·
Turkmenistan ·
Verenigde Arabische Emiraten ·
Wit-Rusland ·
Zweden ·
Zwitserland